# Bellecombe (Lyon)
Bellecombe ist der Name eines Stadtviertels im östlichen Teil des 6. Arrondissement von Lyon. Vom Rest des Arrondissements ist das Viertel durch die Bahnlinie getrennt und im Nord-Osten grenzt es an die Gemeinde Villeurbanne. Der Cours Lafayette trennt es vom 3. Arrondissement. Ein Collège, eine Turnhalle und ein Kino in dem Viertel tragen seinen Namen. Inmitten des Viertels (57, Rue d'Inkermann) steht die Pfarrkirche Église Notre-Dame de Bellecombe.